# Уні (Нанайський район)
У́ні (рос. Уни) — село у складі Нанайського району Хабаровського краю, Росія. Входить до складу Арсеньєвського сільського поселення.

## Населення
Населення — 88 осіб (2010; 73 у 2002).
Національний склад (станом на 2002 рік):
- удегейці — 86 %